# لوكاس هاريل
لوكاس هاريل (بالإنجليزية: Lucas Harrell)‏ هو لاعب كرة قاعدة أمريكي، ولد في 3 يونيو 1985 في سبرينغفيلد في الولايات المتحدة.

## وصلات خارجية
- لوكاس هاريل على موقع دوري كرة القاعدة الرئيسي (الإنجليزية)
- لوكاس هاريل على موقع دوري كوريا الجنوبية لكرة القاعدة (الإنجليزية)
- لوكاس هاريل على موقعبيزبول رفرنس.كوم (الدوري الرئيسي) (الإنجليزية)
- لوكاس هاريل على موقعبيزبول رفرنس.كوم (الدوري الثانوي) (الإنجليزية)
- لوكاس هاريل على موقع إي إس بي إن.كوم (أم.أل.بي) (الإنجليزية)
- لوكاس هاريل على موقع مشجعي الرسوم البيانية (الإنجليزية)